# Ga Jinwi
Ga Jinwi (Tiếng Hàn: 진위역, Hanja: 振威驛) là ga trên Tàu điện ngầm Seoul tuyến 1 của thành phố Pyeongtaek, Hàn Quốc. Phục vụ trên Tuyến Gyeongbu cũng đi qua trạm này.

## Bố trí ga
| ↑ Osan    |
| \| ２     |
| Songtan ↓ |

| １ | ● Tuyến 1 | ← Hướng đi Đại hoc Kwangwoon |
| ２ | ● Tuyến 1 | → Hướng đi Sinchang →        |